# 広島鉄道郵便局
広島鉄道郵便局（ひろしまてつどうゆうびんきょく）とは、かつて広島県広島市に本局を置いていた郵便局である。

## 概要
鉄道郵便局は、日本の郵便局の種類の一つで、鉄道事業者に郵便車を運行させてこれに職員が乗務し、鉄道沿線の郵便局から継送される郵便物を輸送するとともに、郵便車内で郵便物をあて先地域別に区分する業務を行っていた。当局はそのうちおもに中国地方中西部の区間を担当した。

### 本局・分局
本局に管理部門が置かれるほか、各地の乗務・中継作業の拠点として主要ターミナル駅や分岐駅に分局が設置されていた。
- 本局 - 広島県広島市松原町（広島駅付近）
  - 1986年（昭和61年）廃止。
- 岡山分局 - 岡山県岡山市駅元町（岡山駅構内）
  - 1986年（昭和61年）廃止。
- 下関分局 - 山口県下関市大和田町（下関駅構内）
  - 1986年（昭和61年）廃止。
- 糸崎分局 - 広島県三原市糸崎町（糸崎駅付近）
  - 1984年（昭和59年）廃止。
- 小郡分局 - 山口県吉敷郡小郡町（小郡駅構内）
  - 1984年（昭和59年）廃止。

## 沿革
- 1903年（明治36年）3月 - 広島を含む11の鉄道郵便局が開設されるが、年内に廃止[1]。
- 1910年（明治43年）10月 - 広島鉄道郵便局を開局[1]。
- 1936年（昭和11年）9月 - 米子派出所を設置[2]。
- 1942年（昭和17年）11月 - 関門トンネルの開通・旅客列車（郵便車連結）運行開始に伴い、東京下関線を門司へ延長し、東京門司線とする[2]。下関門司間水路郵便線路（関門連絡船を利用）を廃止[2]。
- 1945年（昭和20年）8月 - 米子鉄道郵便局の開局[1]に伴い、山陰地方中部の郵便輸送業務を同局に移管。
- 1948年（昭和23年）2月25日 - 鉄道郵便乗務員の服務方法に関するGHQ指令[3]が発出され、職員配置の大幅な異動・所要の施設整備等を行うこととなる[4]。
  - 業務の合理化
    - 乗務行程の合理化
    - 複数の区間の乗務を兼務し循環服務する体制をやめ、原則として乗務区間ごとに乗務員の配置を固定
    - 本局等から乗務区間までの長距離の便乗の解消

  - 具体的には次のような対応がとられた。
    - 乗務区間に応じた地方の拠点（分局等）への職員の分散配置
    - 各地に職員住宅や乗務員事務室等の整備
    - 乗務行程見直しにより乗務員配置が難しくなる末端の支線等では取扱便から託送便への変更や専用自動車便への移行など

  - 当局では、乗務担当区間均衡化のため隣接局との間で所掌区間の変更が行われ、東京門司線のうち岡山 - 糸崎間を大阪鉄道郵便局に移管し、鳥取岡山線の鳥取 - 津山間について米子鉄道郵便局から移管を受けた。
- 1972年（昭和47年）3月 - 東京門司線について、乗務員の郵便物区分方法・郵便物輸送体系を変更し、「東京門司線の乗務員を経由して運送する郵便物の区分特例」（東京門司線特例）を制定[5]。
  - 1972年（昭和47年）3月の国鉄のダイヤ改正で東海道・山陽線の小荷物・郵便列車の停車駅が削減・集約され、同線で運行される東京門司線は停車駅の大幅な減少により直接受け渡しのできない郵便局が増加するため、輸送体系を改め、乗務員の郵便物区分方法も変更することとしたもの。
  - 速達扱いを除き乗務員は郵便番号の上二けた目までによる地域別の区分を行うこととする。
  - 東京門司線沿線地域には、二けた地域ごとに地域内の区分を行う郵便局を「地域区分局」として指定し整備。
  - 東京門司線乗務員により二けた区分された郵便物は地域区分局へ送付し、地域区分局が三けた・五けた区分を行って自動車便で域内の各郵便局へ配送。
- 1984年（昭和59年）2月1日 - 糸崎・小郡の各分局を廃止[6]。
- 1986年（昭和61年）
  - 3月1日 - 下関分局を廃止[7]。
  - 10月1日 - 広島鉄道郵便局本局及び岡山分局を廃止[8]。

## 取扱内容
- 鉄道郵便車に乗務し、車内で区分及び郵袋、小包の積み下ろし事務。
- 局舎や駅の郵便室で、郵便物の受け渡し・郵袋や小包の区分事務。